# Liste der Kulturdenkmale in Krostitz

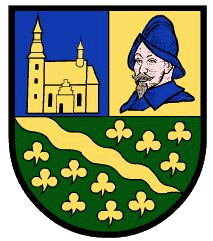
Wappen von Krostitz

In der Liste der Kulturdenkmale in Krostitz sind die Kulturdenkmale der sächsischen Gemeinde Krostitz verzeichnet, die bis Mai 2020 vom Landesamt für Denkmalpflege Sachsen erfasst wurden (ohne archäologische Kulturdenkmale). Die Anmerkungen sind zu beachten.
Diese Aufzählung ist eine Teilmenge der Liste der Kulturdenkmale im Landkreis Nordsachsen.

## Krostitz
| Bild                                    | Bezeichnung | Lage                              | Datierung                                                 | Beschreibung | ID       |
| --------------------------------------- | --- | --------------------------------- | --------------------------------------------------------- | --- | -------- |
| Weitere Bilder                          | Grenzsteine | (Flur 3, Flurstück 25) (Karte)    | Anfang 19. Jahrhundert                                    | Zeugnisse politischer Grenzziehung früherer Zeiten, von landeskundlicher und regionalhistorischer Bedeutung. Grenzsteine in Granit, quadratischer Grundriss mit flachem Abschluss und gerundeten Ecken, seitlich eingeschlagene Ziffern, obenauf Lachter und Grenzverlaufsmarkierung Nummer 6, 16, 18, 46, 50 (zum Teil verwittert oder beschädigt). | 08965818 |
| Weitere Bilder                          | Wohnhaus | Bahnhofstraße 26 (Karte)          | 1896                                                      | Alte Ortslage Großkrostitz, Gebäude mit Laden, Klinkerfassade, in gutem Originalzustand in ortsbildprägender Ecklage, baugeschichtlich von Bedeutung. Zweigeschossiger, massiver Backsteinbau auf Feldsteinsockel, segmentbogige alte Fenster, im Obergeschoss mit alten Winterfenstern, Fenstergewände mit Verstrebungen, vorgelagerte zweiflüglige Ladentreppen mit Metallgeländer, Satteldach mit alten Falzziegeln, Ladentür erneuert. Innen Fußbodenfliesen, Türverdachungen aus Stuck, alte Holztreppe, Meißner Kachelofen. | 08965579 |
| Weitere Bilder                          | Verwaltungsgebäude der Krostitzer Brauerei | Brauereistraße 12 (Karte)         | Um 1900                                                   | Alte Ortslage Kleinkrostitz, zeittypische Industriearchitektur, baugeschichtlich, ortsgeschichtlich und technikgeschichtlich von Bedeutung. Fünfgeschossiger, massiver Backsteinbau, langgestreckter Grundriss, Lisenengliederung, Segmentbogenfenster, Gesimsfries, flaches Satteldach, Eingang und Treppenhaus später, Treppenhausfenster mit Bleiverglasung. | 08965581 |
| Weitere Bilder                          | Darrgebäude, zwei Gerstengebäude und ehemaliges Tennengebäude (heute Getränkemarkt) einer Brauerei (Krostitzer Malzwerk, Krostitzer Brauerei)                                    | Delitzscher Straße 2 (Karte)      | Um 1900                                                   | Zeittypische Ziegelbauten, von ortshistorischer, technikgeschichtlicher und landschaftsbildprägender Bedeutung. - Darrgebäude: achtgeschossiger, massiver Backsteinbau, Segmentbogenfenster, Lisenengliederung, verkröpftes Traufgesims, Zahnschnittfries, Satteldach, originale Galgenfenster - Gerstengebäude 1: vier- bzw. fünfgeschossiger, massiver Backsteinbau mit Lisenengliederung, Segmentbogenfenster, Fensteröffnungen zum Teil zugesetzt, flacher Giebel mit Zahnschnittgesims, flaches Satteldach, zum Teil Metallsprossenfenster - Gerstengebäude 2: fünfgeschossiger, massiver Backsteinbau, zwei Obergeschosse durch Gesims leicht zurückgesetzt, Lisenengliederung, Zahnschnittfries, Schornstein mit vorspringenden Kronen - ehemaliges Tennengebäude: eingeschossiger, massiver Backsteinbau, Lisenengliederung, gestufter Zahnschnittfries, flacher Giebel, flaches Satteldach | 08965582 |
|                                         | Wohnhaus eines Bauernhofes | Dorfplatz 6 (Karte)               | 1. Hälfte 19. Jahrhundert                                 | Alte Ortslage Hohenleina, Lehmbau in gutem Originalzustand, ortsbildprägende und bauhistorische Bedeutung. Zweigeschossiger, massiver Lehmwellerbau, verputzt, Wandstärke im Erdgeschoss ca. 90 cm, Satteldach mit Falzziegeln. | 08965588 |
| Direkt Bild zu diesem Denkmal hochladen | Wohnhaus mit den beiden traufseitigen Anbauten, Teil eines ehemaligen Bauernhofes                                                                                                | Dorfplatz 11 (Karte)              | 1717 (Dendro)                                             | Alte Ortslage Hohenleina, wohl ältestes Haus im Ort, bauhistorische Bedeutung, von Interesse für die Bauernhausforschung. Zweigeschossiger, massiver Lehmwellerbau auf Sockel auf großen Feldsteinen, ca. 1 m Wandstärke im Erdgeschoss, Giebelseite verkleidet, sehr steiles Satteldach, neu gedeckt. | 08965587 |
| Weitere Bilder                          | Ehemalige Villa (heute Rathaus) und Remisengebäude | Dübener Straße 1 (Karte)          | Um 1910                                                   | Von ortshistorischer Bedeutung. - Rathaus: zweigeschossiger, massiver Putzbau, unregelmäßiger Grundriss, repräsentative Giebelfront mit ädikulagerahmtem Eingang, vorgelagerte Treppe, abgewalmte Dächer in Biberschwanzdeckung, Gebäude saniert - Remise: eingeschossiger Fachwerkbau, zum Teil massiv, verputzt, hoher Fachwerkgiebel, große hölzerne Remisentore, Satteldächer in Biberschwanzdeckung | 08965580 |
| Direkt Bild zu diesem Denkmal hochladen | Seitengebäude eines Bauernhofes | Mutschlenaer Straße 5, 5a (Karte) | Um 1700                                                   | Alte Ortslage Hohenleina, Teil der historischen Ortsstruktur, eines der ältesten Gebäude im Ort, von bauhistorischer Bedeutung. Zweigeschossiger, massiver Lehmwellerbau, verputzt, Giebelseite mit Korbbogeneingang, Straßenseite mit Feldsteinsockel, Hofseite mit Lüftungsschlitz, Holztür, langer hölzerner Sturz, Obergeschoss mit kleinen Fenstern mit Holzläden, weit überstehendes steiles Satteldach in Biberschwanz-Kronendeckung, weit vorstehende Dachsparren. | 08965590 |
|                                         | Pfarrhaus | Schulstraße 2 (Karte)             | 2. Hälfte 19. Jahrhundert                                 | Alte Ortslage Hohenleina, gründerzeitlicher Ziegelbau, von ortshistorischer Bedeutung. Eingeschossiger, massiver Backsteinbau auf Feldsteinsockel, Ecklisenen, Segmentbogenfenster und -verdachungen, Zacken- und Zahnschnittfries, Satteldach, Tür zum Teil alt mit Oberlicht, Fenster erneuert, Schlagläden im Denkmalsinne, Vortreppe erneuert. | 08965589 |
| Weitere Bilder                          | Laurentiuskirche Krostitz-Hohenleina (mit Ausstattung), Kirchhof mit Einfriedung, Parentationshalle, zwei Grabmalen und Kriegerdenkmal für die Gefallenen des Ersten Weltkrieges | Schulstraße 7 (Karte)             | 1206–1208 (Kirche); Chor 1504; nach 1918 (Kriegerdenkmal) | Alte Ortslage Hohenleina, Saalkirche mit polygonal geschlossenem Chor, romanischer Querwestturm mit ungewöhnlich gestaltetem Turmhelm mit Doppel-Laternen, von baugeschichtlicher, ortsbildprägender und ortshistorischer Bedeutung. - Kirche: romanische Saalkirche, Querwestturm, verputzter Feldsteinbau, leicht eingezogener Chor, Sandstein, Aufbau mit Sockel, Ädikula und akroterienbekrönendem Giebel, Inschrifttafel verwittert - Grabstein: runder Sandstein auf flachem quadratischem Sockel, Deckplatte mit skulpturiertem Buch - Kriegerdenkmal: um drei Stufen in oktogonalem Grundriss erhöhter Denkmalsblock aus Sandstein mit gerundeten Ecken, Eichenlaubrahmung der Inschrifttafel, Bekrönung durch Eisernes Kreuz - Parentationshalle: eingeschossiger, flacher, massiver Putzbau, flache Fenster mit leichten Profilierungen, Holztor mit verzierten Bändern und Stützkloben, Kunststeinstufe, leicht profiliertes Portalgewände, Kreuz aus Ziegeln, leicht profiliertes Traufgesims, flaches Satteldach - Einfriedung: Ziegelmauerwerk zum Teil verputzt, darauf vier zum Kriegerdenkmal gehörige Sandsteinpfeiler, Metallzaun | 08965586 |
| Direkt Bild zu diesem Denkmal hochladen | Wohnhaus | Zur Goldenen Aue 1 (Karte)        | Um 1890                                                   | Gründerzeitliche Klinkerfassade in repräsentativer Ausführung, in sehr gutem Originalzustand, mit Anklängen an den Schweizer Stil, baugeschichtlich von Bedeutung. Zweigeschossiger, massiver Backsteinbau auf Sandsteinsockel, übergiebelter, vorgezogener Seitenrisalit, Segmentbogenfenster im Erdgeschoss mit Weinlaubgewänden und Segmentbogenverdachung mit Palmettenmotiv, im Obergeschoss mit geraden Verdachungen, Brüstungsbereich Erdgeschoss mit Blütenkacheln, im Obergeschoss mit Festons, Giebel mit Ziergesperre leicht verändert, zwei Satteldächer mit einer straßenseitigen Dachgaube, Biberschwanz-Kronendeckung. | 08965585 |

## Beuden
| Bild           | Bezeichnung                            | Lage                                | Datierung           | Beschreibung | ID       |
| -------------- | -------------------------------------- | ----------------------------------- | ------------------- | --- | -------- |
|                | Scheune eines ehemaligen Vierseithofes | Beudener Straße 1 (Karte)           | Um 1880             | Scheune zum Teil in regionaltypischer Lehmbauweise, zum Teil in Ziegelbauweise, von bauhistorischer und ortsbildprägender Bedeutung. - Scheune: vorderer Teil, massiv Backstein, Giebel mit Lisenengliederung, stufenartige Blendgliederung, hinterer Teil, Lehmwellerbau, Satteldach in Biberschwanz-Kronendeckung - Einfahrt: Torpfosten aus Backstein, fußläufiger Durchgang im Segmentbogen geschlossen, Toranlage (mit Pforte) vor 2014 stark umgebaut (Ziegelpfeiler verputzt und mit Pseudo-Bruchsteinsockel versehen, Torpfeiler mit Ziegeldächlein verdacht), daher Streichung 2014 - Einfriedung: Backsteinmauer durch Pfeiler gegliedert, zum Teil Fehlstellen, Einfriedung vor 2014 abgebrochen | 08965593 |
| Weitere Bilder | Wegestein                              | Mocherwitzer Straße 1 (bei) (Karte) | Bezeichnet mit 1843 | Verkehrsgeschichtlich von Bedeutung, Sandstein-Pfeiler mit Inschriften, u. a. „Dorf Beuden“ mit Richtungspfeil | 09305695 |

## Hohenossig
| Bild                                    | Bezeichnung                                          | Lage                            | Datierung       | Beschreibung | ID       |
| --------------------------------------- | ---------------------------------------------------- | ------------------------------- | --------------- | --- | -------- |
| Weitere Bilder                          | Ehemaliger Gasthof (mit Anbau) und Einfriedungsmauer | Dübener Landstraße 7, 9 (Karte) | 18. Jahrhundert | Putzfassade mit Krüppelwalmdach, von ortsgeschichtlicher und bauhistorischer Bedeutung. - Gasthof: zweigeschossig, massiv, verputzt, Lehmwellerbau, zum Teil mit Ziegeln ersetzt, Sockel zum Teil Sandstein, Obergeschoss hölzerne Fenstergewände, zum Teil alte Kreuzstockfenster, Erdgeschoss mit Sandsteinfenstergewände, Portalgewände aus Backstein, hölzernes Traufbrett mit Profilierung, Krüppelwalmdach mit Biberschwanzdeckung, kleiner straßenseitiger Anbau mit Walmdach in Biberschwanzdeckung, hölzerne Fenstergewände - Einfriedung: Ziegel- und Lehmwellermauer mit Biberschwanzdeckung - Remise: eingeschossiger Ziegelbau, verputzt, mit großen, Korbbogentor mit Holzflügeln, verschiedene Stall- und Kellereingänge, Satteldach in Biberschwanzdeckung, Gaube mit kleiner Bergetür - Schuppen: eingeschossiger, verputzter Ziegelbau mit verschiedenen Türen, Satteldach in Biberschwanzdeckung, Nebengebäude vor 2014 abgebrochen | 08965598 |
| Direkt Bild zu diesem Denkmal hochladen | Wohnhaus und seitliche Toreinfahrt                   | Dübener Landstraße 19 (Karte)   | Um 1907         | Klinkerfassade, reich gegliederter Gründerzeitbau, bauhistorische Bedeutung. Zweigeschossiger, massiver Backsteinbau auf Bruchsteinsockel, Gliederungen aus Gussstein wie Eckquaderungen und Gesimse, profilierte Fenstergewände mit Verdachungen mit Jugendstilornamentik, leicht vorgezogener, übergiebelter Mittelrisalit mit Kugelbekrönungen, Mansardwalmdach, Einfahrt aus Dachsteinpfeilern mit Kugelbekrönungen und Holztoren. | 08965599 |

## Kletzen
| Bild                                    | Bezeichnung                                              | Lage                      | Datierung | Beschreibung | ID       |
| --------------------------------------- | -------------------------------------------------------- | ------------------------- | --- | --- | -------- |
| Weitere Bilder                          | Kirche mit Ausstattung                                   | Alte Salzstraße (Karte)   | Um 1200 (Kirche); 15. Jahrhundert (Altar); 17. Jahrhundert (kniender Heiliger); 1699 (Westempore); 1833 (Nordempore) | Romanische Saalkirche mit Querwestturm, von ortshistorischer und baugeschichtlicher Bedeutung. - Kirche: verputzter Bruchsteinbau, Turm mit Walmdach und Laterne, Patronatsloge und Sakristei - Innenraum: mit flacher Holzbalkendecke, zweiseitiger Empore, Schnitzaltar, Kanzel, Taufe, Orgel (Conrad Geißler) | 08965595 |
| Weitere Bilder                          | Kirchhof mit Einfriedung und Kirchhofstor                | Alte Salzstraße (Karte)   | Um 1200 (Kirchhof)                                                                                                   | Friedhof mit verputzter Ziegelmauer und Erbbegräbnissen sowie Einfriedung mit Eingangstor aus Metall und Durchgang sowie Gefallenendenkmal, von ortshistorischer und baugeschichtlicher Bedeutung | 08965595 |
| Weitere Bilder                          | Kriegerdenkmal für die Gefallenen des Ersten Weltkrieges | Alte Salzstraße (Karte)   | Nach 1918 | Sich nach oben verjüngende Granitstele auf zweistufigem Granitsockel, gestockte Oberfläche, skulpturierter Eichenlaubkranz mit Eisernem Kreuz, Inschrift „Unseren im Weltkrieg gefallenen Helden – Die dankbare Gemeinde Kletzen-Beuden“, von ortshistorischer Bedeutung | 08965595 |
| Weitere Bilder                          | Pfarrhaus und Einfriedung eines Pfarrhofes               | Alte Salzstraße 3 (Karte) | Um 1800 | Pfarrhaus Lehmbau mit Krüppelwalmdach, von ortshistorischer Bedeutung. - Pfarrhaus: zweigeschossiger, massiver Lehmwellerbau, Eingang mit Segmentbogen und Oberlicht, Rechteckfenster zum Teil mit alter Sprossung, am Obergeschoss ein Fenster vergrößert, profiliertes Traufbrett aus Holz, steiles Krüppelwalmdach - Einfriedung: Ziegelmauerwerk verputzt, alte Holztore, Metallzaun - Handschwengelpumpe im Hof: vor 2014 abgebrochen und ins Museum Eilenburg abgegeben - Seitengebäude: eingeschossiger Putzbau mit altem Holztor, zweiflüglige Tür mit Oberlicht, nach Sanierung stärker umgebaut, daher Streichung 2014 | 08965596 |
| Direkt Bild zu diesem Denkmal hochladen | Wohnhaus eines Bauernhofes                               | Steinweg 8 (Karte)        | Um 1800 | Wahrscheinlich ältestes Haus im Dorf, bauhistorische Bedeutung. Zweigeschossiger, massiver Lehmwellerbau, im Erdgeschoss Mauerstärke ca. ein Meter, ein Fenster vergrößert straßenseitig, Putz 1964 erneuert, steiles Krüppelwalmdach in Biberschwanz-Kronendeckung, profiliertes hölzernes Traufgesims. | 08965594 |

## Krensitz
| Bild                                    | Bezeichnung | Lage                                  | Datierung                                                                      | Beschreibung | ID       |
| --------------------------------------- | --- | ------------------------------------- | ------------------------------------------------------------------------------ | --- | -------- |
| Weitere Bilder                          | Empfangsgebäude mit angebautem Güterschuppen und Toilettenhäuschen des Bahnhofes Krensitz                                           | (Flur 1, Flurstück 3/18) (Karte)      | Um 1872                                                                        | Bahnhof an der Eisenbahnlinie Halle (Saale) Hbf –Falkenberg (Elster) [– Guben] (Streckennummer 6345), gelbe Klinkerbauten, von ortshistorischer, verkehrsgeschichtlicher und technikgeschichtlicher Bedeutung. - Bahnhof: zweigeschossig, massiv, Backstein, Rundbogenfenster, Gliederung durch Lisenen, deutsches Band, Zahnschnittfries, weit vorgezogenes Satteldach mit geschnitzten Balkenenden - Güterschuppen: eingeschossiger, massiver Backsteinbau mit Lisenengliederung, große hölzerne Schiebetore, Laderampe, Verladeplateau, weit vorgezogenes Satteldach mit offenem Gebälk - Toilettenhäuschen: eingeschossig mit Drempel, massiv aus Backstein, Segmentbogentüren mit hölzernem Türblatt, Gliederung durch Lisenen, deutsches Band und Zweifarbigkeit, segmentbogige Drempelfenster mit Lüftungslamellen, Satteldach - hölzerne Handschwengelpumpe: Pumpe vor 2014 verschwunden | 08965610 |
|                                         | Transformatorenstation | Hohenrodaer Straße 23 (neben) (Karte) | Um 1920                                                                        | Zeugnis der Elektrifizierung, hoher, nach oben sich verjüngender Baukörper, außergewöhnliches Erscheinungsbild, von ortshistorischer und ortsbildprägender sowie technik- und versorgungsgeschlicher Bedeutung. Quadratischer Grundriss, Klinkersockel, verputzter Schaft, mansardartiges Haubendach in Biberschwanzdeckung, Putz ist horizontal gezogen, Tür mit vorgezogener, flacher Verdachung. | 08965606 |
| Direkt Bild zu diesem Denkmal hochladen | Wohnhaus und Seitengebäude eines Vierseithofes                                                                                      | Leipziger Straße 17 (Karte)           | Um 1870                                                                        | Zeittypische Bauten, im Aussehen authentisch erhalten, ortsbildprägend am Bahndamm, baugeschichtlich von Bedeutung. - Bauernhaus: zweigeschossig, massiv, verputzt, leicht profilierte Fenstergewände und Gesimse aus Putz, hofseitiger Vorbau aus Holz mit Anklängen an den Schweizer Stil, zur Bahnseite noch ein altes Fenster, Satteldach in Biberschwanzdeckung - Stall: eingeschossig massiv, verputzt, Segmentbogenfenster, Segmentbogenstalltüren mit Oberlichten, Satteldach in Biberschwanz-Kronendeckung | 08965611 |
|                                         | Torbogen eines ehemaligen Gasthofes „Roter Hahn“                                                                                    | Platz der Jugend 1 (Karte)            | Bezeichnet mit 1772 (Torbogen)                                                 | Ehemals mit Schlussstein mit Relief „Roter Hahn“ (Schlussstein zurzeit im Museum Barockschloss Delitzsch), ortshistorische Bedeutung. Wandfläche aus verputztem Ziegelmauerwerk mit korbbogiger Toreinfahrt, Schlussstein aus Sandstein mit skulptiertem roten Hahn mit Datierung 1772 und unleserlichen Spruchband. | 08965602 |
| Weitere Bilder                          | Kirche (mit Ausstattung), Kirchhof mit Einfriedung, Handschwengelpumpe und Kriegerdenkmal für die Gefallenen des Ersten Weltkrieges | Platz der Jugend 7 (Karte)            | Im Kern 13. Jahrhundert (Kirche); um 1700 (Kirche); nach 1918 (Kriegerdenkmal) | Von ortshistorischer Bedeutung. - Kirche: romanische Saalkirche mit oktogonalem Turm - Einfriedung: Lehmmauer mit Verdachung aus Biberschwänzen und Mauer mit Erbbegräbnissen - Handschwengelpumpe: aus Metall - Kriegerdenkmal: Kunststeinsockel, obeliskartiger Denkmalkörper mit Granitinschriftenplatten belegt, Inschrift „Zum Gedenken der Opfer von Krieg und Gewalt“ und die Namen der Toten, haubenartiger Aufsatz auf vier kleinen, kannelierten Stützen, dazwischen Stahlhelm auf Eichlaubkranz, Bekrönung mit Eisernem Kreuz | 08965603 |
| Direkt Bild zu diesem Denkmal hochladen | Häuslerhaus | Platz der Jugend 15 (Karte)           | 1. Hälfte 19. Jahrhundert                                                      | Eingeschossiger Lehmbau, Teil der alten Ortsstruktur, hochgradig original erhalten, sozialgeschichtlich von Bedeutung. - Eingeschossiger, massiver Lehmbau, verputzt, Gesims aus Ziegeln, alte Fenster mit Winterfenstern, alte Eingangstür, Satteldach in Biberschwanz-Kronendeckung - Einfriedung: altes Holztor, Holzzaun mit Holzpfosten | 08965608 |
| Direkt Bild zu diesem Denkmal hochladen | Wohnstallhaus eines Bauernhofes | Platz der Jugend 22 (Karte)           | Um 1800                                                                        | Obergeschoss Fachwerk verputzt, Teil der alten Ortsstruktur, ortsbildprägender Straßengiebel gegenüber der Kirche, baugeschichtlich von Bedeutung. Zweigeschossig, massiv, Erdgeschoss wahrscheinlich Lehm, verputzt, gestufte Fenstergewände, geringe Wandstärke, zum Teil alte Fenster, im hinteren Gebäudeteil Stalleingang, Satteldach. | 08965604 |

## Kupsal
| Bild           | Bezeichnung                                                        | Lage                                                   | Datierung                                   | Beschreibung | ID       |
| -------------- | ------------------------------------------------------------------ | ------------------------------------------------------ | ------------------------------------------- | --- | -------- |
|                | Transformatorenstation                                             | (Gemarkung Priester, Flur 4, Flurstück 116/10) (Karte) | Um 1920                                     | Regionaltypische hohe, schlanke Bauform, Zeugnis der Elektrifizierung, landschaftsbildprägend, von technik- und versorgungsgeschichtlicher Bedeutung. Massiver Putzbau auf quadratischem Grundriss, im oberen Viertel anschwellend, Zeltdach in Biberschwanzdeckung. | 08965616 |
|                | Seitengebäude, Einfriedung und Hoftor mit Pforte eines Bauernhofes | Am Ring 6 (Karte)                                      | Letztes Viertel 19. Jahrhundert             | In regionaltypischer Ziegelbauweise, von ortsbildprägender Wirkung, baugeschichtlich von Bedeutung. - Stall: langgestreckter, zweigeschossiger, massiver Backsteinbau mit Segmentbogentür- und Fensteröffnungen, Obergeschoss mit Bergetüren und Blindfenstern, Gliederung durch Zierbänder, Satteldach in Biberschwanzdeckung, neu eingedeckt - Einfriedung und Hoftor: Backsteinmauer mit hervortretenden Pfeilern, Hoftorpfeiler mit segmentbogigen, fußläufigen Durchgang, hölzernes Türblatt | 08965619 |
|                | Wohnhaus, Scheune und Hoftor eines Bauernhofes                     | Am Ring 7 (Karte)                                      | Bezeichnet mit 1900 (am Portalschlussstein) | Intakte Hofstruktur in regionaltypischer ortsbildprägender Bauweise, baugeschichtlich von Bedeutung. - Bauernhaus: zweigeschossig mit Drempel, Backsteinbau auf Bruchsteinsockel, Segmentbogenportal mit altem Türblatt, Segmentbogenfenster mit Verstrebungen an den Gewänden, Zierbänder und Schachbrettfries, Satteldach, Haus komplett saniert, Fenster erneuert - Scheune: eingeschossig, massiv mit Drempel, Backstein, Erdgeschoss hofseitig zum Teil verputzt, Gliederungen durch deutsches Band, Zahnschnittfries, Stufengiebel aus Backstein mit Lisenengliederung, Rundbogenfenster, neu ausgefugt, Erdgeschossöffnungen zum Teil vergrößert - Hoftor: zwei Torpfeiler aus Backstein | 08965617 |
|                | Denkmal für die Gefallenen des Ersten Weltkriegs                   | Am Ring 12 (gegenüber) (Karte)                         | Nach 1918                                   | Von ortshistorischer Bedeutung. Betonsockel, Sandsteindenkmal, sich nach oben verjüngender Schaft mit Inschrift (unleserlich) und den Namen der Gefallenen, darüber Baldachin aus Sandstein, mit Eisernem Kreuz bekrönt. | 08965618 |
| Weitere Bilder | Windmühle mit technischer Ausstattung                              | Am Ring 17a (Karte)                                    | Bezeichnet mit 1883 (Wetterfahne)           | Turmholländer mit erneuerten Ruten, teilweise erhaltener technischer Ausstattung, seltene polygonale Bauform, von ortshistorischer und landschaftsbildprägender sowie technikgeschichtlicher Bedeutung. Massiver sich nach oben verjüngender Schaft, verkleideter Drempel, Balkon, erhaltenes Kammrad, alte Mühlsteine, verzinkte Wetterfahne (bezeichnet mit 1883) auf flachem Kegeldach. Nebenan Mühlenwohnhaus und Scheune (Anschrift Am Ring 17), keine Denkmale. | 08965615 |

## Lehelitz
| Bild                                    | Bezeichnung                 | Lage                              | Datierung             | Beschreibung | ID       |
| --------------------------------------- | --------------------------- | --------------------------------- | --------------------- | --- | -------- |
| Direkt Bild zu diesem Denkmal hochladen | Scheune eines Vierseithofes | Karl-Liebknecht-Straße 73 (Karte) | Mitte 19. Jahrhundert | Ortsbildprägende Lehmscheune, Teil der alten Ortsstruktur, Aussehen weitgehend original, baugeschichtlich von Bedeutung. massiver Lehmwellerbau, hofseitig verputzt, große Holztore, Giebel massiv verputzt, feldseitige Mauerkrone aus Ziegel, Satteldach mit Falzziegeln. | 08965592 |

## Mutschlena
| Bild | Bezeichnung                     | Lage                     | Datierung | Beschreibung | ID       |
| ---- | ------------------------------- | ------------------------ | --------- | --- | -------- |
|      | Seitengebäude eines Bauernhofes | Dorfstraße 1, 1a (Karte) | Um 1920   | Putzbau mit Ziegelgliederung, Lamellendach in Zollinger-Bauweise (Seltenheitswert), baugeschichtlich von Bedeutung | 09305696 |
|      | Seitengebäude eines Bauernhofes | Dorfstraße 8 (Karte)     | Um 1880   | Klinkerbau in authentisch erhaltenem Aussehen, baugeschichtlich von Bedeutung. - Seitengebäude: langgestreckter Backsteinbau, zweigeschossig, Sockel aus Bruchstein, zum Teil unterkellert, Gliederungen durch Zierbänder, Segmentbogenfenster und -türen, alte Fenster und Türen, hofseitige Bergetüren am Obergeschoss, Satteldach - Scheune: massiver, Lehmbau auf Feldstein- bzw. Ziegelsockel, Holztore mit massiven Stürzen aus Holz, Giebel massives Ziegelmauerwerk, Satteldach in Biberschwanzdeckung, Scheune vor 2014 abgebrochen, Hausbäume (straßenseitig an der Scheune) überwiegend vor 2014 gefällt | 08965622 |

## Niederossig
| Bild                                    | Bezeichnung                     | Lage                       | Datierung                 | Beschreibung | ID       |
| --------------------------------------- | ------------------------------- | -------------------------- | ------------------------- | --- | -------- |
| Direkt Bild zu diesem Denkmal hochladen | Seitengebäude eines Bauernhofes | Am Dorfteich 6 (Karte)     | 1880                      | Außergewöhnlich stattlicher, reich gegliederter Stallbau mit ortsbildprägendem Taubenschlag als Turmaufbau, baugeschichtlich von Bedeutung. Zweigeschossiger, massiver Klinkerbau, Sockel aus Bruchstein, gestufte Segmentbogengewände im Obergeschoss mit Biforien, bekrönter Mittelrisalit mit Rundbogenfenstern, übergiebelt mit Blendornamentik, Datierung, Gliederungen durch deutsches Band und Kranzgesims, Taubenturm mit Pilastergliederung, am Erdgeschoss Fensteröffnungen und Toreinfahrten zum Teil verändert. | 08965612 |
| Direkt Bild zu diesem Denkmal hochladen | Wohnhaus eines Bauernhofes      | Am Dorfteich 9, 10 (Karte) | 2. Hälfte 18. Jahrhundert | Regionaltypisches Bauernhaus in sehr ortsbildprägender Lage, bauhistorische Bedeutung. Zweigeschossig, massiv, verputzt, straßenseitiger alter übergiebelter Anbau mit seitlichen Pultdächern, Obergeschoss mit Kreuzstockfenstern, hölzernes Gesims mit imitierten Konsolsteinen aus Gips, am Giebel kleines Kreuzstockfenster und Lünette, Krüppelwalmdach in Biberschwanz-Kronendeckung zum Anbau abgewalmt, Erdgeschoss Lehmwellerbau.                                                                                  | 08965613 |

## Priester
| Bild | Bezeichnung              | Lage                       | Datierung                 | Beschreibung | ID       |
| ---- | ------------------------ | -------------------------- | ------------------------- | --- | -------- |
|      | Kirche (mit Ausstattung) | Alte Dorfstraße 19 (Karte) | 2. Hälfte 13. Jahrhundert | Im Kern romanische Chorturmkirche, von ortshistorischer Bedeutung. Kleine Chorturmkirche, verputzt, Westseite unverputzt aus Bruchstein, oktogonaler Glockenturmaufsatz mit schiefergedeckter Haube, vergoldete Wetterfahne, Kirchenschiff mit steilem Satteldach. | 08965614 |

## Zschölkau
| Bild           | Bezeichnung | Lage                         | Datierung                 | Beschreibung | ID       |
| -------------- | ----------- | ---------------------------- | ------------------------- | --- | -------- |
| Weitere Bilder | Wohnhaus    | Rackwitzer Straße 18 (Karte) | Bezeichnet mit 1713       | Regionaltypischer Lehmbau, Teil der alten Ortsstruktur, bauhistorische Bedeutung. Zweigeschossiger, massiver Lehmwellerbau, verputzt, straßenseitiges Gurtgesims, Erdgeschossfenster zum Teil vergrößert, Krüppelwalmdach abgeschleppt, Biberschwanzdeckung, hinterer Gebäudeteil eingeschossig mit weit vorkragendem steilem Dach, bezeichnet mit 1713 (am Dachziegel). | 08965600 |
| Weitere Bilder | Häuslerhaus | Rackwitzer Straße 20 (Karte) | 1. Hälfte 19. Jahrhundert | Eingeschossiger, massiver Lehmwellerbau, Teil der alten Ortsstruktur, sozialhistorische Bedeutung. Verputzt, leicht geschwungenes Satteldach, Straßengiebel etwas schräg stehend. | 08965601 |

## Tabellenlegende
- Bild: Bild des Kulturdenkmals, ggf. zusätzlich mit einem Link zu weiteren Fotos des Kulturdenkmals im Medienarchiv Wikimedia Commons. Wenn man auf das Kamerasymbol klickt, können Fotos zu Kulturdenkmalen aus dieser Liste hochgeladen werden:
- Bezeichnung: Denkmalgeschützte Objekte und ggf. Bauwerksname des Kulturdenkmals
- Lage: Straßenname und Hausnummer oder Flurstücknummer des Kulturdenkmals. Die Grundsortierung der Liste erfolgt nach dieser Adresse. Der Link (Karte) führt zu verschiedenen Kartendiensten mit der Position des Kulturdenkmals. Fehlt dieser Link, wurden die Koordinaten noch nicht eingetragen. Sind diese bekannt, können sie über ein Tool mit einer Kartenansicht einfach nachgetragen werden. In dieser Kartenansicht sind Kulturdenkmale ohne Koordinaten mit einem roten bzw. orangen Marker dargestellt und können durch Verschieben auf die richtige Position in der Karte mit Koordinaten versehen werden. Kulturdenkmale ohne Bild sind an einem blauen bzw. roten Marker erkennbar.
- Datierung: Baubeginn, Fertigstellung, Datum der Erstnennung oder grobe zeitliche Einordnung entsprechend des Eintrags in der sächsischen Denkmaldatenbank
- Beschreibung: Kurzcharakteristik des Kulturdenkmals entsprechend des Eintrags in der sächsischen Denkmaldatenbank, ggf. ergänzt durch die dort nur selten veröffentlichten Erfassungstexte oder zusätzliche Informationen
- ID: Vom Landesamt für Denkmalpflege Sachsen vergebene, das Kulturdenkmal eindeutig identifizierende Objekt-Nummer. Der Link führt zum PDF-Denkmaldokument des Landesamtes für Denkmalpflege Sachsen. Bei ehemaligen Kulturdenkmalen können die Objektnummern unbekannt sein und deshalb fehlen bzw. die Links von aus der Datenbank entfernten Objektnummern ins Leere führen. Ein ggf. vorhandenes Icon  führt zu den Angaben des Kulturdenkmals bei Wikidata.